# Тотем вовка у монголів
Тотем вовка — релігійно-соціальна система, поширена серед монгольських народів, в основі якої лежить культ вовка.

## Витоки тотема

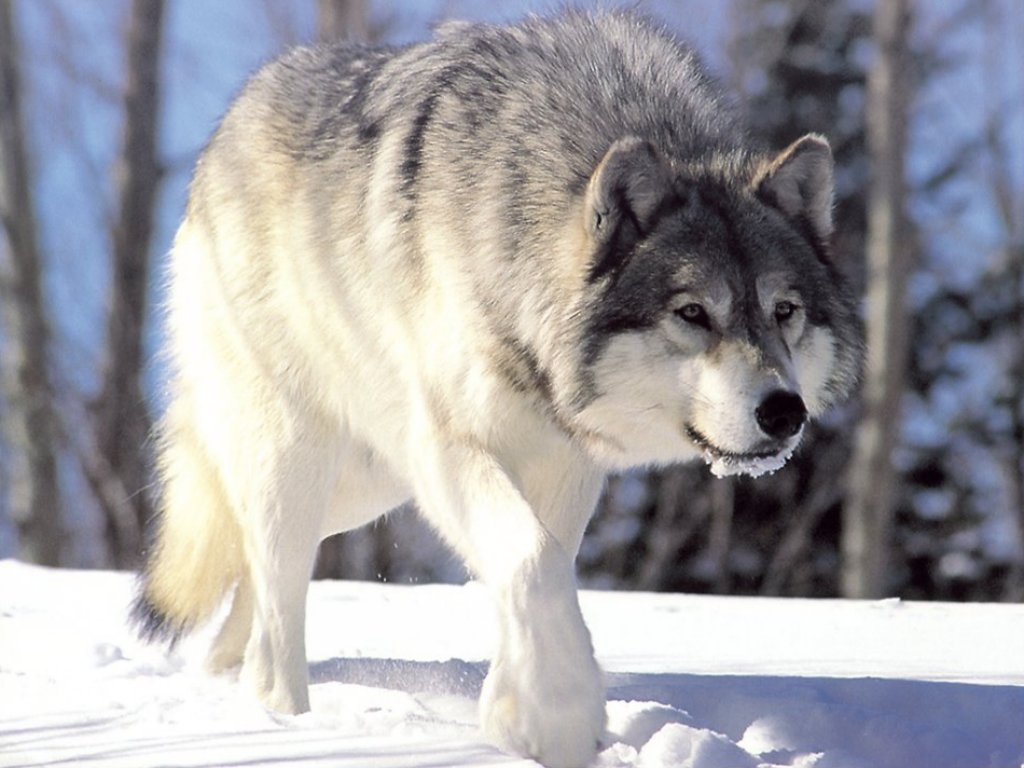
Вовк — тотем роду Чонос

Згідно з монгольською міфологією, вовки — це тварини небес, і вони приносять хійморь чоловікам. Хійморь — це свого роду удача, й означає життєву силу людини — зірка, що приносить удачу. Про вовків монголи говорять: «іжіл нертейд нь харагж, ілүү тенгертейд нь алагдана» (приблизний переклад: «вовка побачить той, у кого з вовком однакова удача, а добуде той, у кого удача вище вовчої»).
У частково автобіографічному романі «Чонон сүлд» («Тотем вовка») Цзян Жуна кочові монголи розповідають, що зі спостережень за вовками почерпнули тактику битв, яка допомогла їм створити величезну Монгольську імперію, а також розуміння важливості балансу екосистеми на рівнинах.
Витоки тотема вовка походять з часів протомонголів хунну, дунху і сяньбі. Відомо, що тотемом правлячого роду хунну був вовк. Вшанування тотема вовка також були присутні у родах ашина і тюрків (дулга). При цьому, в низці джерел йдеться про їх первісну монголомовність. Згідно з Н. Я. Бічуріним, народ, іменований в китайських хроніках як «тукюе»突厥, був монгольським і був відомий під народною назвою дулга.
Назва роду «ашина» перекладається з монгольської як «благородний вовк». «А» — префікс поваги в китайській мові. Монголомовний рід ашина підтримували Л. М. Гумільов , Н. Я. Бічурін, М. І. Артамонов. Згідно з Гумільовим, коли рід ашина «вийшов на арену історії, всім його представникам була зрозуміла міжплеменна мова того часу — сяньбійська, тобто старомонгольська». У книзі «Відкриття Хазарії» згадується Ашина Шоно (Вовк) — один із найвидатніших кавалерійських генералів імперії Тан, який був особистим другом імператора Лі Шиміня.

## Етнонім чонос у монголів
Серед монгольських народів поширений етнонім чонос, шоно. Чонос, також чінос, шонос, шінос і шонод (множина), в однині — монг. чоно (вовк) з різних діалектів монгольської мови перекладається як «вовки». Поява родової назви чонос прямо пов'язана з існуванням тотема вовка у древніх монголів.
Етноніми зі значенням «вовк» в монгольському середовищі мають широке поширення. Одна із ранніх згадок монгольського етноніма чіно пов'язано з сяньбійським Чіну, які становлять один із аймаків Сяньбі. Деякі вчені вважають, що з роду чонос віддлилися кияти і борджигіни.
Згідно з Аюудайном Очиру, назва роду борджигін також виникла в зв'язку з тотемом вовка. Монгольське слово бор (boru) перекладається як «світло-сірий, сірий, буланий з сірим відтінком, синюватий сірий». Монголи словом бөрте також називають вовченя. До цього дня у монголів також зберігся рід бүрд або бурд (тобто чоно, вовк) . У бурятській мові слово бурте вживається у словосполученнях «Хухе бурте шоно — досвідчений сірий вовк», «бурте-герхен — сіренький», тобто значення цього слова ~ сірий.

### Борте-Чіно— легендарний предок монголів
Древній етнонім відбито в назві Борте-Чіно, легендарного предка монгольських народів. Ім'я Борте-Чіно з монгольської мови буквально перекладається як «сивий вовк». В історичних пам'ятках відображені рядки, які проголошують про те, що Чингісхан, перебуваючи на полюванні в Хангайських горах, повелів: «потраплять в облаву Борте-Чіно і Гоа-Марал. Не йди на них». Борте-Чіно і Гоа-Марал, далекі предки монголів, були також і їх онгонами (духами предків роду). Вчені, досліджуючи дану подію, прийшли до висновку, що вовк і марал були тотемами древніх монголів, тому на них було заборонено полювати.

### Буряадай-Мерген— предок бурятських родів
Згодом певна частина носіїв етнонімів бурі-чіну могли змішатися і опинитися в Прибайкаллі, надалі в легендах іменуючись бурте-чіно ~ бурітай-чіно. Аналогом бурте-чіно в бурятських легендах є Бурядай. Згідно з Б. З. Нанзатовим, Бурядай і бурте — це фонетичні варіанти одного і того ж слова. За усним переказами, Бурядай — син Барга-Батора, брат Оледоя і Хорідоя, батько Іхіріда і Булагада. Іхірід (Ехірід) і Булагад стали родоначальниками ехіритів і булагатів, Хорідой — хорі-бурятів, Оледой — сегенутів — олетів (ойратів). В імені Барга-Батора відображений етнонім древніх баргутів.
Б. Р. Зоріктуєв вважає, що фактором монголомовності Прибайкальського регіону послужило прибуття на ці землі стародавнього монгольського племені бурте-чіно. Згідно з В. В. Ушніцьким, в епізоді дружнього союзу Добун-Мергена та Алан-Гоа закодований результат етнічного процесу з'єднання бурте-чіносців з хорі-бурятами і баргутами. Етнонім шоно серед бурятів, як вважає Д. Д. Німаєв, має відношення до сяньбійських чіну, про зв'язок яких з численними сучасними монгольськими представниками чіну вказує Г. Сухбаатар. Згідно з Б. З. Нанзатовим, поширення етноніму шоно відноситься до сяньбійської традиції і має сяньбійське коріння.